# Clase Grajaú
La Clase Grajaú es una familia de buques patrulleros (NPa) de la Armada de Brasil, compuesta por doce buques construidos por los astilleros del AMRJ, Astillero Mauá, Peene-Werft GmbH (Wolgast, Alemania) e INACE Industria. En 2009, el astillero INACE produjo otra unidad para la Armada de Namibia.

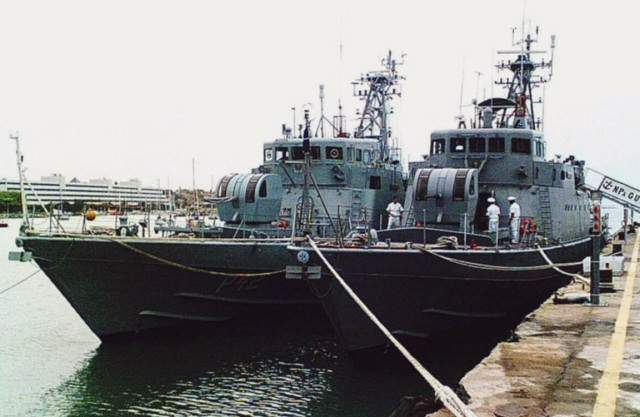
NPa Guaíba (P41) y Graúna (P42)

## Características
- Desplazamiento: 217 toneladas
- Dimensiones (metros): longitud 46,5, ancho 7,5, calado 2,3
- Tripulación: 29 hombres
- Velocidad: 26 nudos
- Armamento:
  - 1 cañón Bofors 40 mm L / 70
  - 2 cañones automáticos Oerlikon / BMARC de 20 mm
  - Lancha rápida tipo 1 (RHIB), para 10 hombres
  - 1 bote inflable para 6 hombres

## Lista de navíos de la Clase
| Número de gallardete | Nombre        | Comisionado | Astillero        |
| -------------------- | ------------- | ----------- | ---------------- |
| P-40                 | NPa Grajaú    | 1999        | AMRJ             |
| P-41                 | NPa Guaíba    | 1994        | AMRJ             |
| P-42                 | NPa Graúna    | 1994        | Astillero Mauá   |
| P-43                 | NPa Goiana    | 1997        | Astillero Mauá   |
| P-44                 | NPa Guajará   | 1995        | Peene-Werft GmbH |
| P-45                 | NPa Guaporé   | 1995        | Peene-Werft GmbH |
| P-46                 | NPa Gurupá    | 1995        | Peene-Werft GmbH |
| P-47                 | NPa Gurupi    | 1996        | Peene-Werft GmbH |
| P-48                 | NPa Guanabara | 1999        | INACE            |
| P-49                 | NPa Guarujá   | 1999        | INACE            |
| P-50                 | NPa Guaratuba | 1999        | Peene-Werft GmbH |
| P-51                 | NPa Gravataí  | 2000        | Peene-Werft GmbH |